# Hans Martin Wobst
Hans Martin Wobst, auch H. Martin Wobst (* 12. Dezember 1943 in Eickelborn), ist ein US-amerikanischer Archäologe, der sich vor allem um die theoretische Archäologie und um die nachkoloniale Aufarbeitung der Geschichte des Faches verdient gemacht hat. Dabei betonte er die Kommunizierung ethnischer Beziehungen und von Statusfragen durch styles, also vor allem sichtbare Symbolformen.
Wobst erhielt seine Ausbildung an der University of Michigan und lehrte an der University of Massachusetts in Amherst.
Wobst und Julie Woods von der University of Massachusetts arbeiten mit dem Tribal Historic Preservation Officer Bonnie Newsom und der Penobscot Indian Nation in Maine an der Identifizierung von Bereichen und Objekten intellektuellen Eigentums (Culturally Sensitive Intellectual Properties) im Gebiet des Stammes, an Workshops zur Sensibilisierung nicht-indigener Besucher und der Erstellung eines Registers mit Karten zum Gebiet, sowie einem entsprechenden Managementplan. Im Herbst 2010 zog sich Wobst aus der akademischen Lehre zurück.

## Werke
- mit James E. Fitting, John R. Halsey: Contributions to Michigan archaeology, University of Michigan, Ann Arbor 1968.
- Boundary Conditions for Palaeolithic Cultural Systems: A Simulation Approach. Ph.D. Thesis, Ann Arbor, University of Michigan 1971.
- Boundary conditions for Palaeolithic Social Systems: A Simulation Approach, in: American Antiquity. 39,1 (1974) 147–178.
- mit Claire Smith (Hrsg.): Indigenous Archaeologies. Decolonising Theory and Practice. Routledge, London 2005.
- mit Claire Smith (Hrsg.): Indigenous Peoples and Archaeology. London, Routledge 2005.
- mit Margaret Bruchac, Siobhan Hart: Indigenous Archaeologies. A Reader on Decolonization, Left Coast Press 2010.